# Aurá
Aurá é um bairro de Ananindeua, Pará, localizado no Distrito Administrativo do Entroncamento (DAENT), entre os bairros de Água Lindas e Curió-Utinga, no limite de Belém e Ananindeua, que posteriormente mudou seu nome para Anita Gerosa. Também é onde que fica localizado o extinto aterro sanitário metropolitano do Aurá

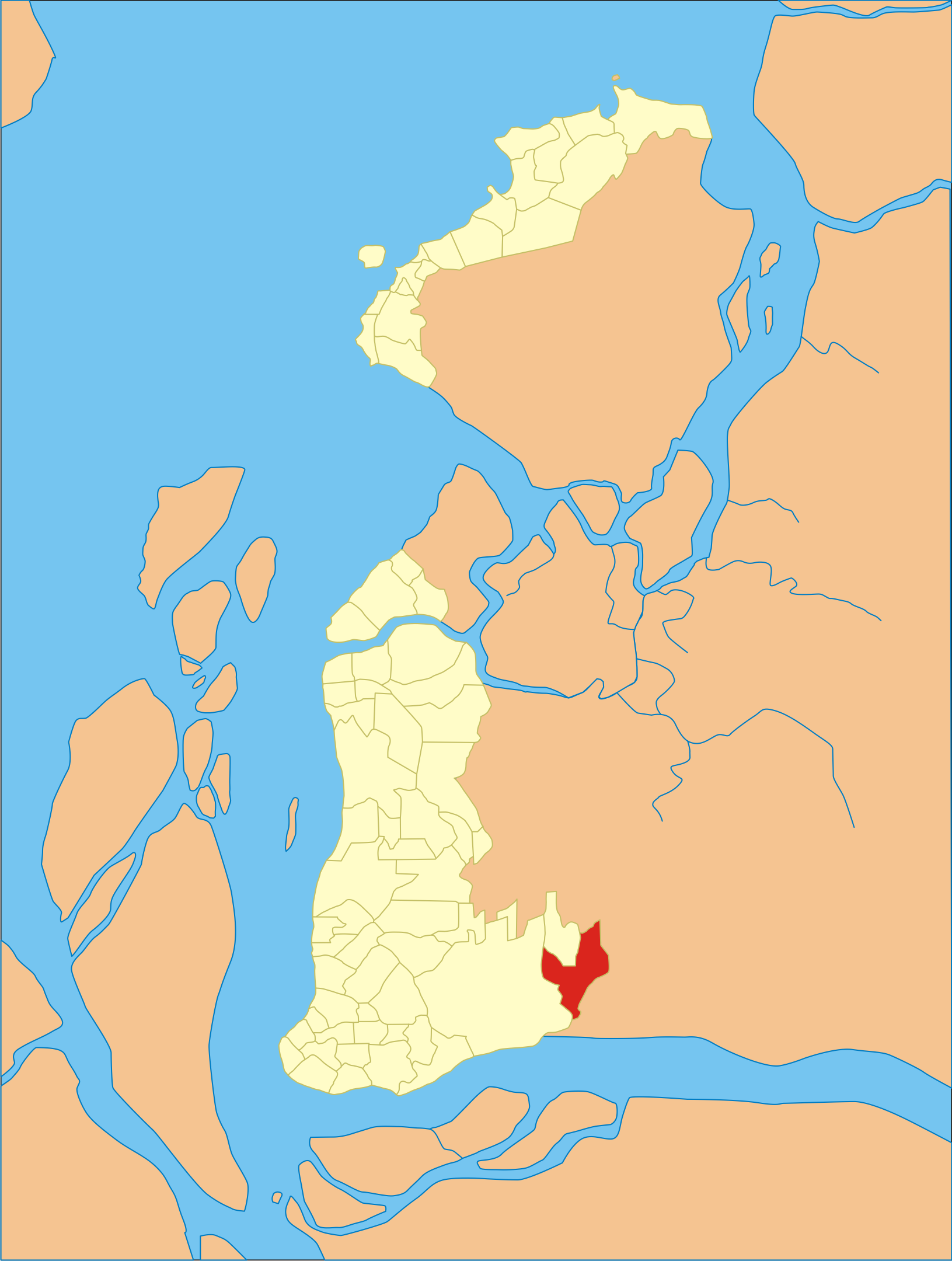

Em 2010, a população era de 1827 moradores (censo IBGE/2010)

## Poligonal
Compreende á área envolvida pela poligonal que tem início na interseção do rio Aurá e a poligonal das terras da EMBRAPA-CPATU segue contornando até encontrar o limite do Parque Ambiental de Belém, o qual coincide com a poligonal da COSANPA, segue por este limite até o ponto de coordenadas 9.843.580 mN e 789.520 mE na Rua Oswaldo Cruz (Estrada das Águas Lindas), flete à direita numa linha reta de 600 m até encontrar o ponto de coordenadas 9.843.080 mnN e 789.850 mE segue em linha reta ate o ponto de coordenadas 9.842.700 mN e 790.510 mE situado na lateral esquerda do aterro sanitário, segue por seu contorno até encontrar o entroncamento da Estrada do Aurá com a Estrada Santana do Aurá, segue por esta até encontrar o ponto de coordenadas 9.844.720 mN e 792.180 mE, flete à direita e segue em linha reta até o ponto de coordenadas 9.844.189 mN e 789.400 mE, na nascente do Rio Aurá, segue a jusante pelo leito do Rio Aurá até o início da poligonal.